# Carl Wilhelm Eichel
Carl Wilhelm Eichel, modernisiert auch Karl Wilhelm Eichel, (* 12. März 1812 in Leipzig; † 5. Dezember 1874 in Bautzen) war ein deutscher Jurist, Kommunalpolitiker, Novellist und Übersetzer.

## Leben
Eichel besuchte die Raths-Freischule in seiner Geburtsstadt Leipzig. Später wechselte er auf die dortige Thomasschule. An der Universität Leipzig und in Friedrichs-Universität Halle studierte er Rechtswissenschaften. Eine Kriminaluntersuchung bezüglich seiner Beteiligung an der Leipziger Burschenschaft wurde 1838 eingestellt, wie im Schwarzen Buch der Frankfurter Bundeszentralbehörde (Eintrag Nr. 351) festgehalten ist.
Nach erfolgreichem Abschluss des Studiums trat Eichel in den sächsischen Staatsdienst und arbeitete u. a. als Protokollant und (Vize-)Aktuar an den Kreis- und Justizämtern Leipzig, Rochlitz, Colditz, Pegau, Stollberg und Grimma. 
Später kandidierte er erfolgreich zum Bürgermeister in der Stadt Kamenz in der sächsischen Oberlausitz, wo er bis zu seinem Lebensende sesshaft wurde. Während seiner Amtszeit wurde u. a. nach mehreren Anläufen der Lessingturm auf dem Hutberg bei Kamenz eingeweiht.
Seit Mitte der 1830er Jahre beschäftigte sich Eichel verstärkt mit Novellen, von denen er selbst einige verfasste. Besondere Verdienste erwarb er sich auch durch die Übersetzung von weit über 100 Werken aus dem Schwedischen in die deutsche Sprache. Dazu zählen Bücher von Friederike Bremer, Emilie Flygare-Carlén, Gräfin Knorring und Graf Pehr Sparre. Fast ausnahmslos erschienen diese Werke zwischen 1838 und 1861 im Verlag von F. A. Brockhaus und Chr. E. Kollmann in Leipzig.
Wilhelm Eichel starb auf einer Dienstreise, die ihn Anfang Dezember 1874 in der Hauptstadt der Oberlausitz nach Bautzen geführt hatte.

## Werke (Auswahl)
- Schatten des Lebens und der Liebe. Novellenstrauß, Berlin, 1835.
- Tabulae processus Saxonici in usum studiosorum, qui ad scrutinium legitimum se praeparare volunt, Leipzig, 1837.
- Lathonia, Bunzlau, 1838.
- Die großen Brände zu Kamenz in den Jahren 1572 und 1588. In: Neues lausitzisches Magazin. Zeitschrift der Oberlausitzischen Gesellschaft der Wissenschaften, Görlitz, Oberlausitzische Gesellschaft der Wissenschaften, 48 (1871), S. 297–309.